# Governadora
La governadora, en anglès:Creosote bush (Larrea tridentata) és una planta del tipus de vegetació chaparral i utilitzada com a planta medicinal,
És una espècie de planta amb flor dins la família Zygophyllaceae. El gènere Larrea rep el nom del clergue espanyol J.A. Hernandez de Larrea.

## Distribució
Larrea tridentataés una espècie prominent al Desert de Mojave, Sonora, i Chihuahua tots ells deserts de l'oest d'Amèrica del Nord i el seu rang s'esté a parts de Califòrnia, Arizona, Nevada, Utah, Nou Mèxic i oest de Texas als Estats Units, i nord de l'estat de Chihuahua i de Sonora a Mèxic. Està estretament relacionada amb Larrea divaricata d'Amèrica del Sud i abans estaven tractades com la mateixa espècie.

## Descripció
Larrea tridentata és un arbust de fulles persistents que fa fins a 3 m d'alt o rarament 4 metres. Les tiges d'aquesta planta porten fulles resinoses de color verd fosc amb dos folíols oposats lanceolats units en la base. cada foliol fa 18 mm de llarg i 8,5 mm d'ample. Les flors fan 25 mm de diàmetre amb cinc pètals grocs. Tota la planta fa pudor de creosota.

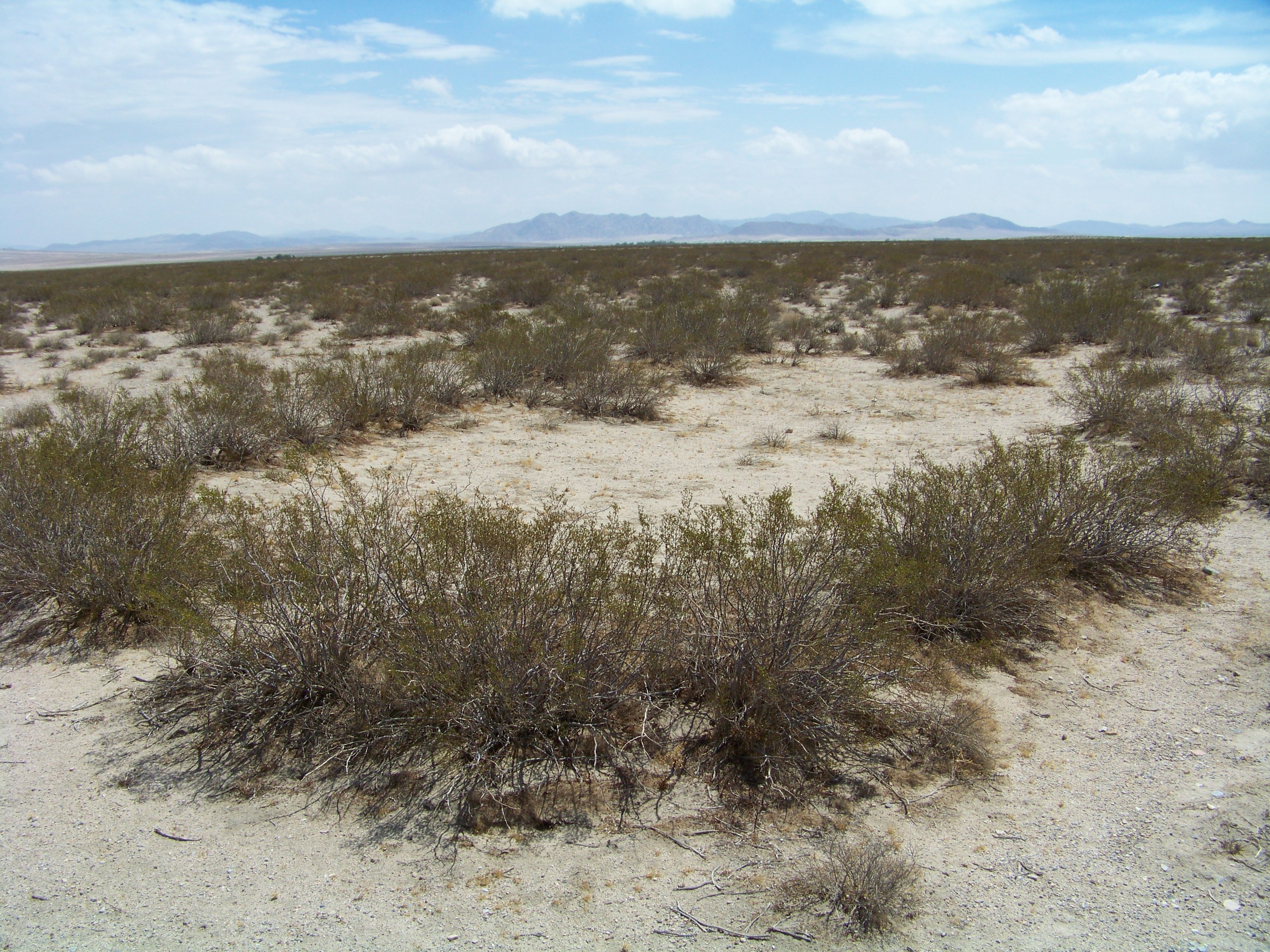
El clon King d'una edat de 11.700 anys al Desert de Mojave.

## Plantes velles
A mesura que creix la governadora, les seves branques més velles moren i cauen i la seva corona se separa. Tal cosa acostunma a passar entre els 30 i 90 anys d'aquestes plantes. Eventualment mor la corona vella i les noves formen una colònia clonal Això va passar amb el clon King que es considera, amb 11.700 anys, un dels organismes més vells encara en vida.